# Gustav Sobottka
Gustav Sobottka (Turowo, 1886. július 12. – Berlin, 1953. március 6.) német politikus és szakszervezeti alkalmazott. Az első világháborúban katonaként harcolt. A KPD tagja volt, a nemzetszocializmus elől a Szovjetunióba menekült. 1945-ben tért vissza, a Sobottka-csoport vezetője lett, később az NDK kormányában jutott szerephez. Egy dokumentumfilm is készült róla 1995-ben.